# Вівтар миру

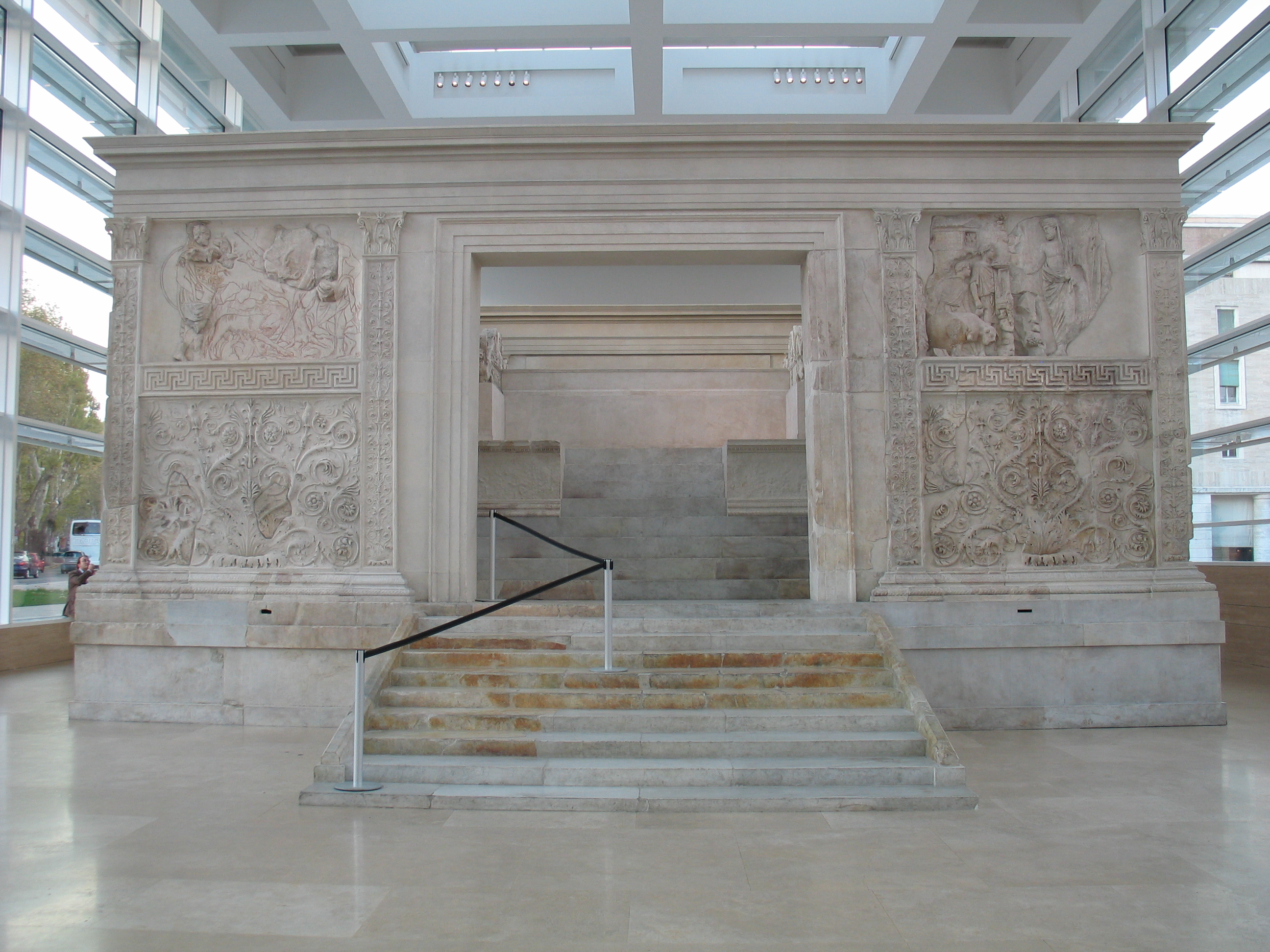
Вівтар миру

Вівтар Миру (лат. Ara Pacis Augustae) — вівтар на честь римської богині миру Пакс, споруджений римським сенатом на честь тріумфального повернення імператора Августа з Іспанії та Галлії в 13 році до н. е.

## Історія
Встановлений на північній околиці Рима (північно-східний кут Марсового поля) і освячений сенатом 30 січня 9 року до нашої ери. Освячення вівтаря ознаменувало собою настання епохи «римського миру» (Pax Romana).
Після падіння Римської імперії вівтар був затоплений Тибром.
У 1568 році були виявлені окремі скульптурні рельєфи вівтаря; вони потрапили на віллу Медічі, до Ватикану, в Уффіці та в Лувр.
У 1859 році було проведено ґрунтовніші розкопки, які згодом дозволили Беніто Муссоліні реконструювати вівтар Августа.
У 1938 році Муссоліні реконструював вівтар на нинішньому місці в ознаменування 2000-річчя Августа.
У 2006 відкрилося нове приміщення-«ковпак», призначене для захисту тендітних залишків вівтаря від негоди (архітектор — Річард Меєр).

## Галерея

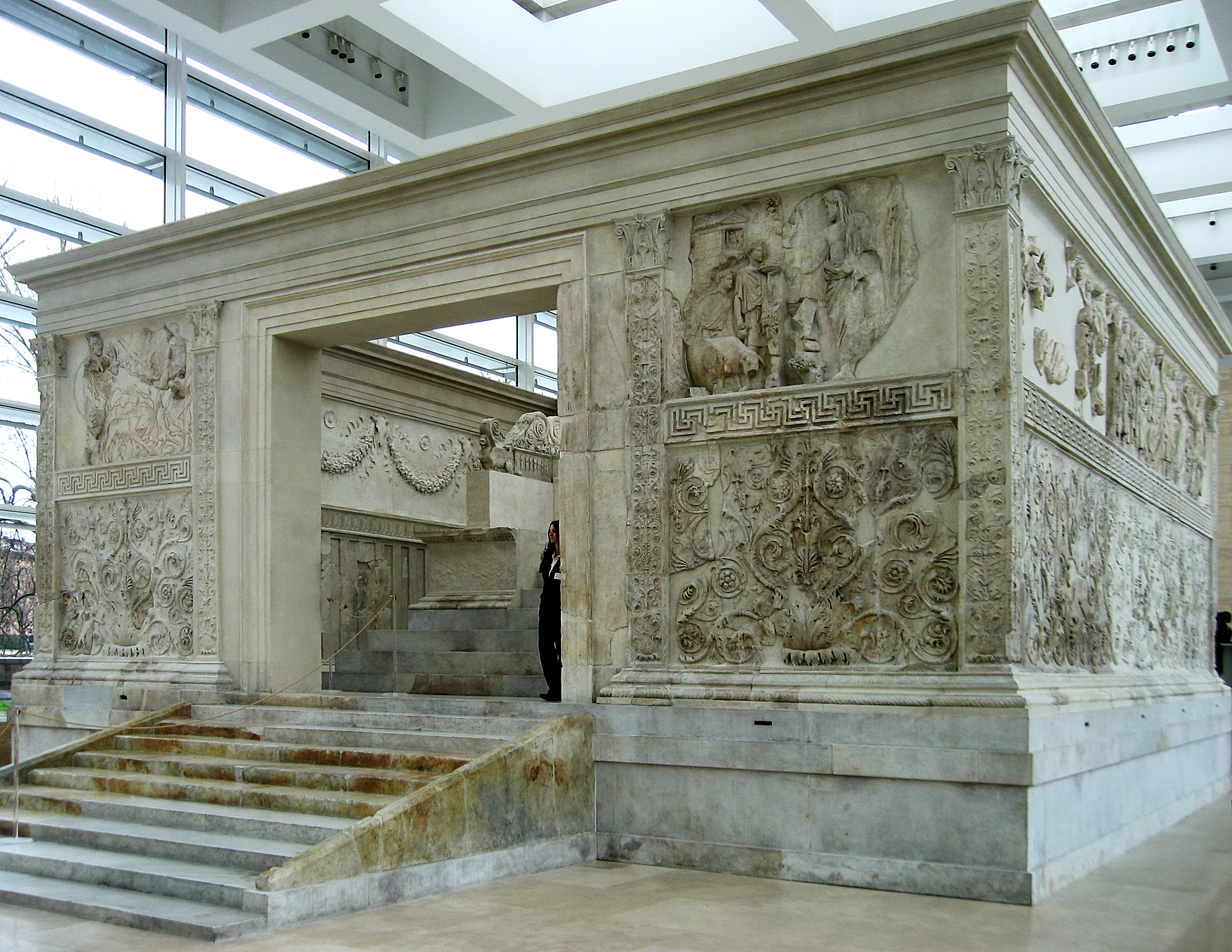
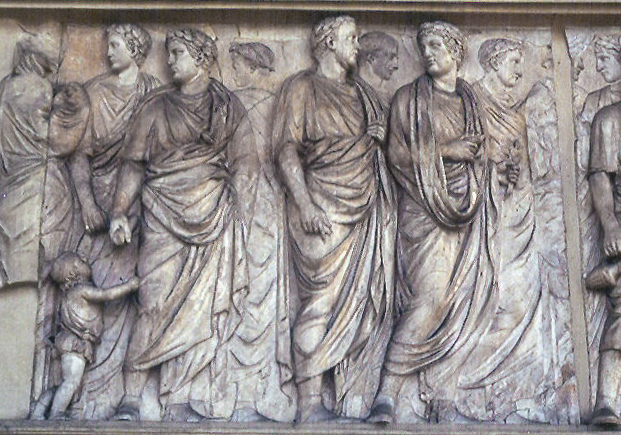
Фрагмент вівтаря з зображенням династії Юліїв-Клавдіїв.Рельєф з північної частини
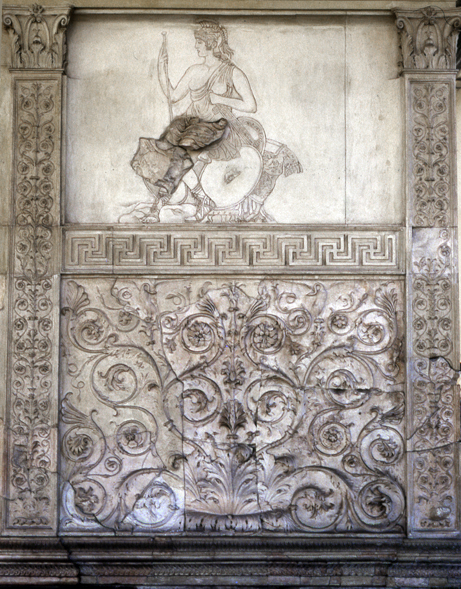
Богиня міста Рим
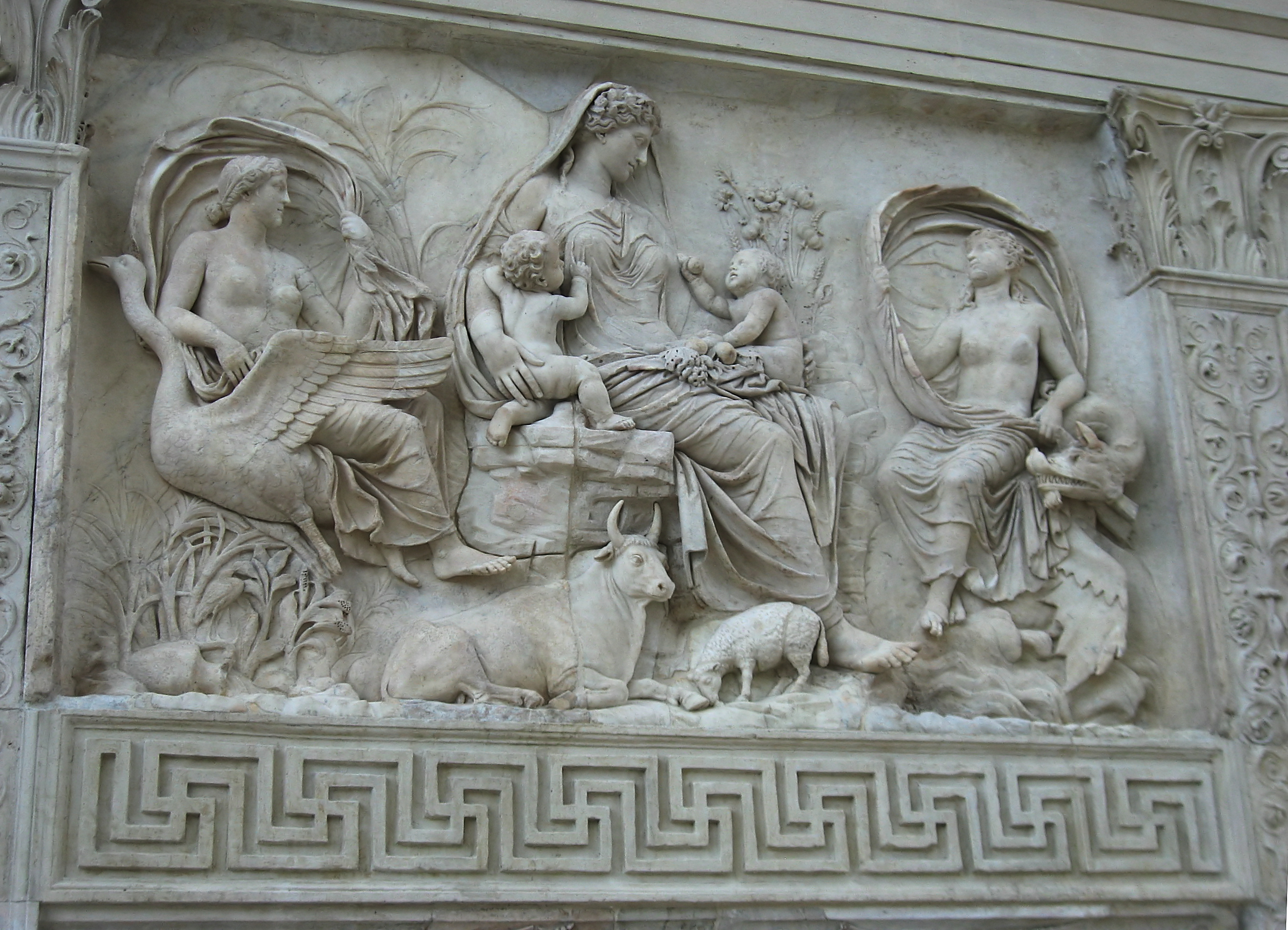
Алегоричний рельєф - Теллус між втіленнями Повітря і Води
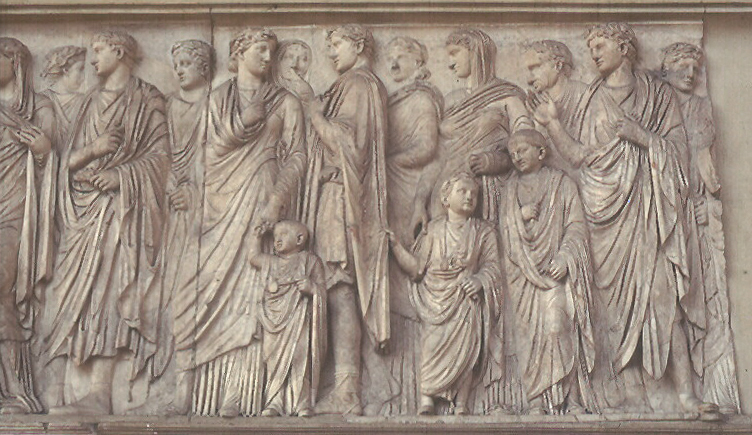
Рельєф з південної частини
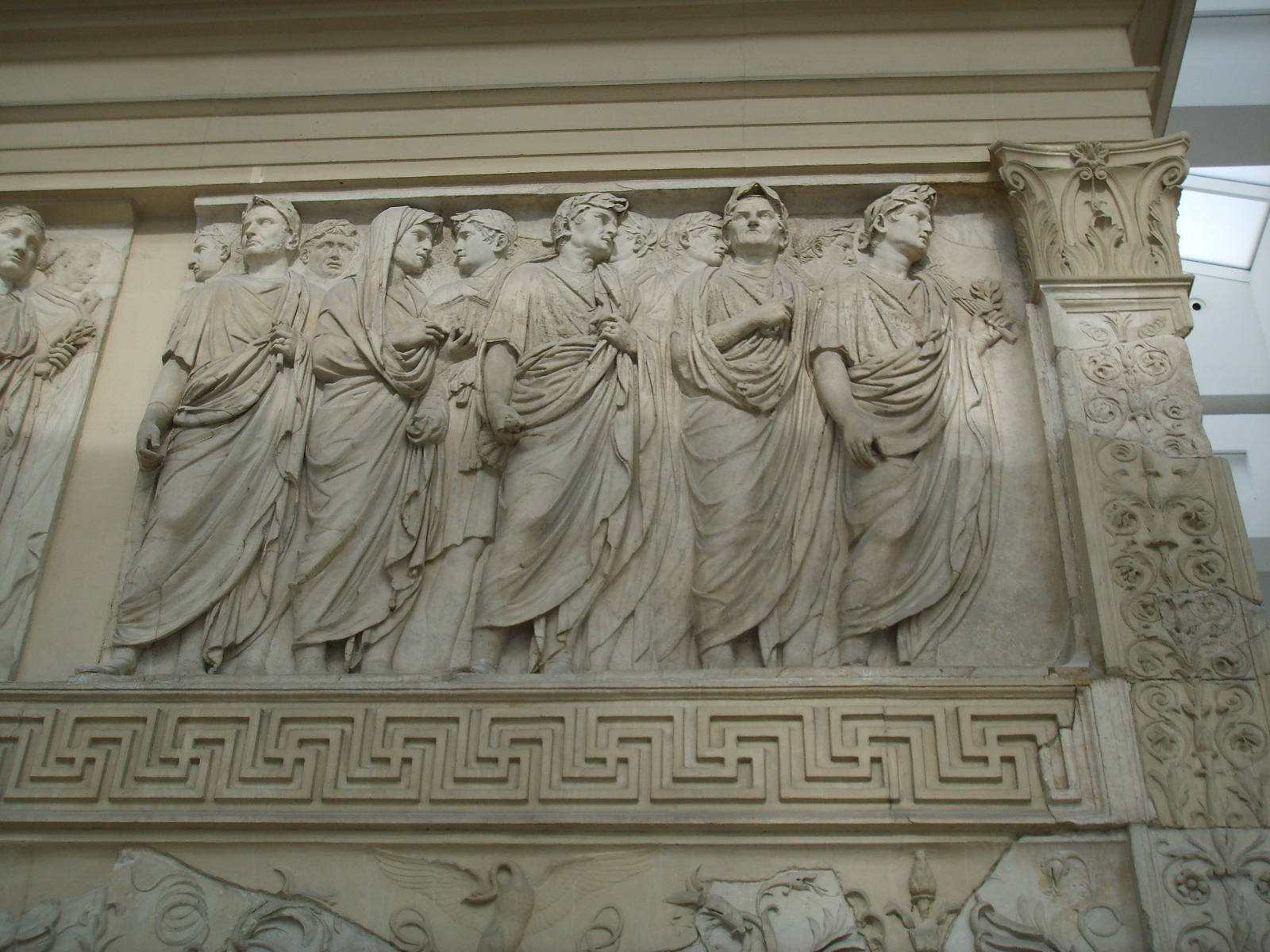
Рельєф з східної частини
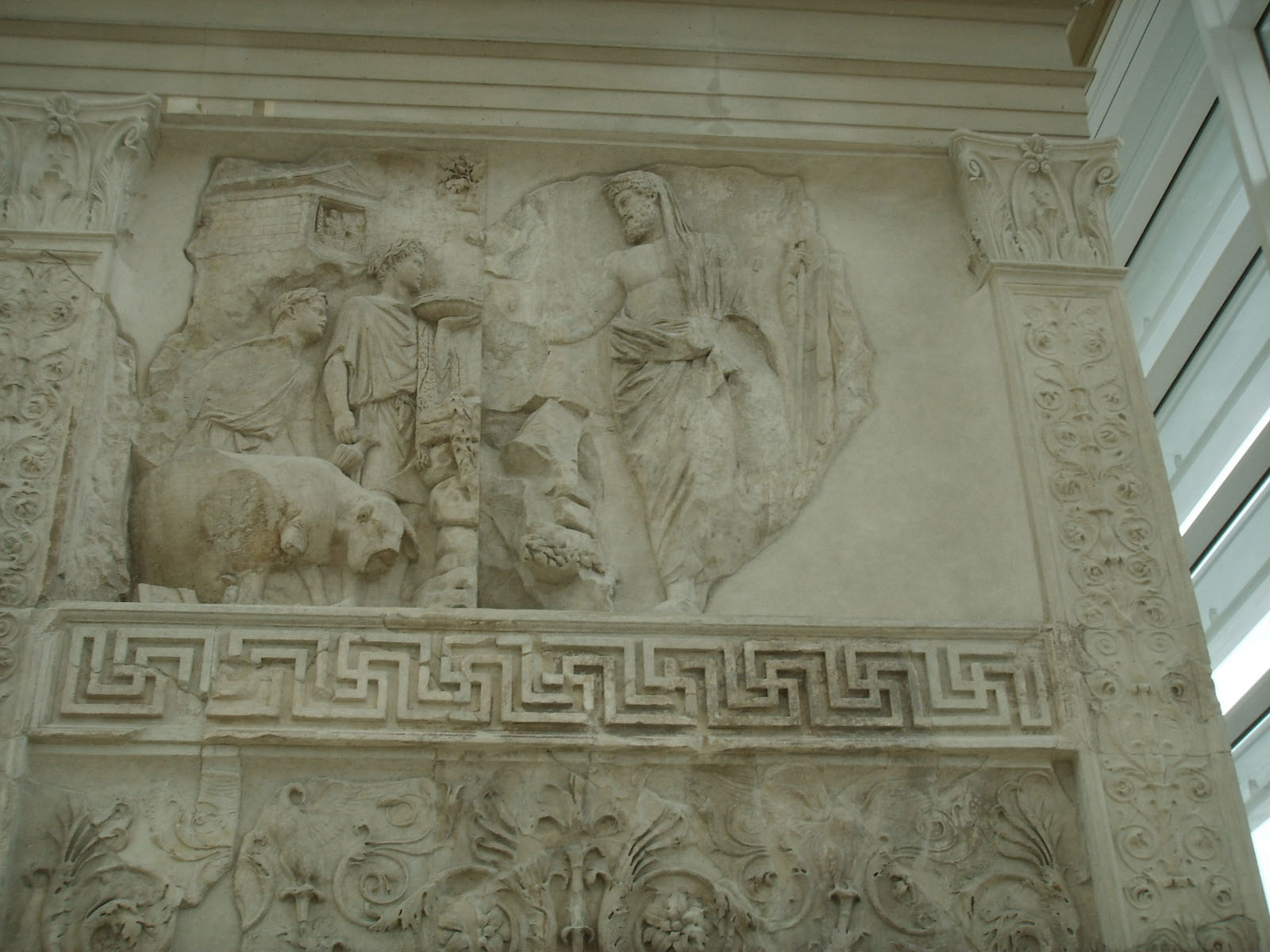
Еней приносить жертву
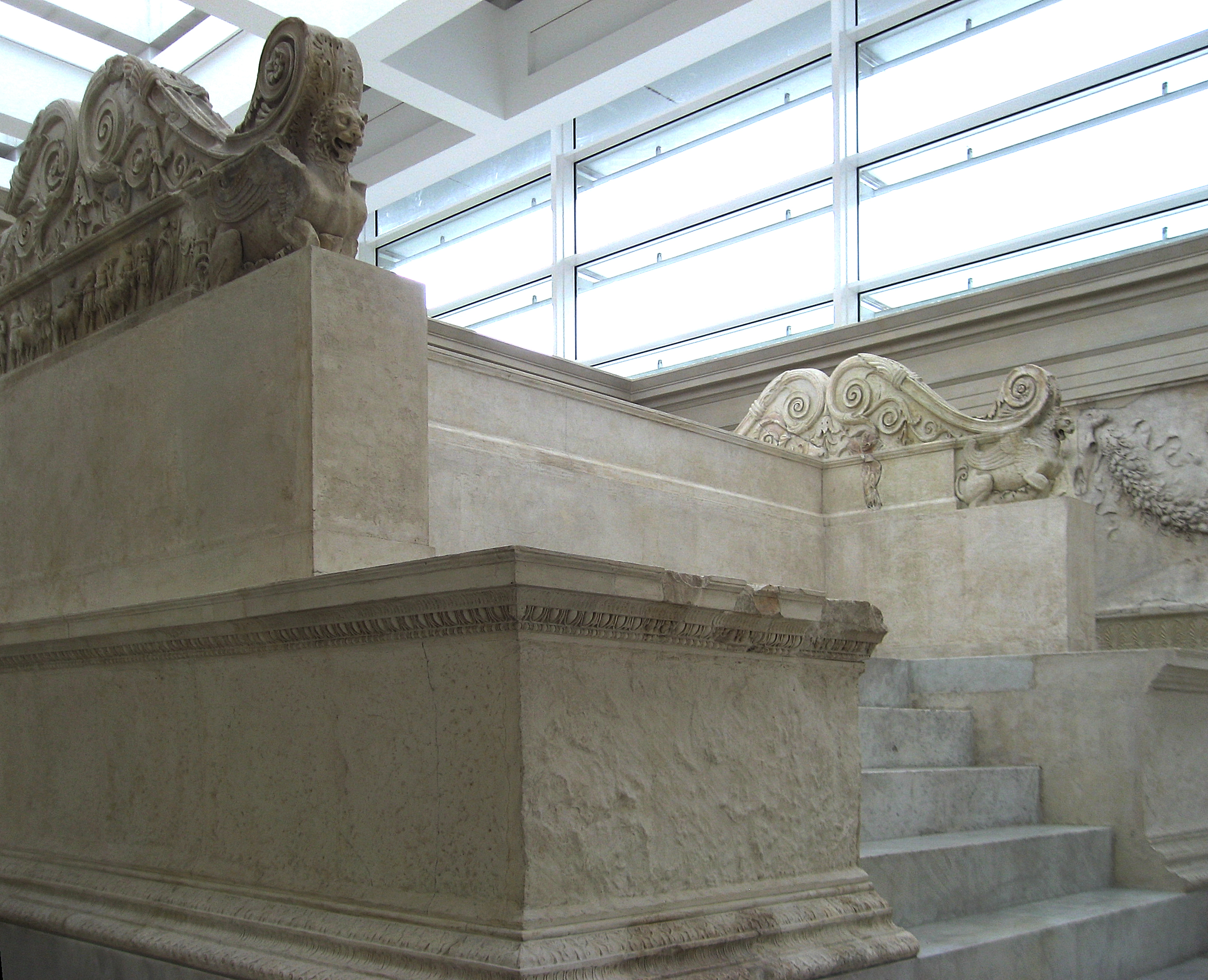
Рештки вівтаря
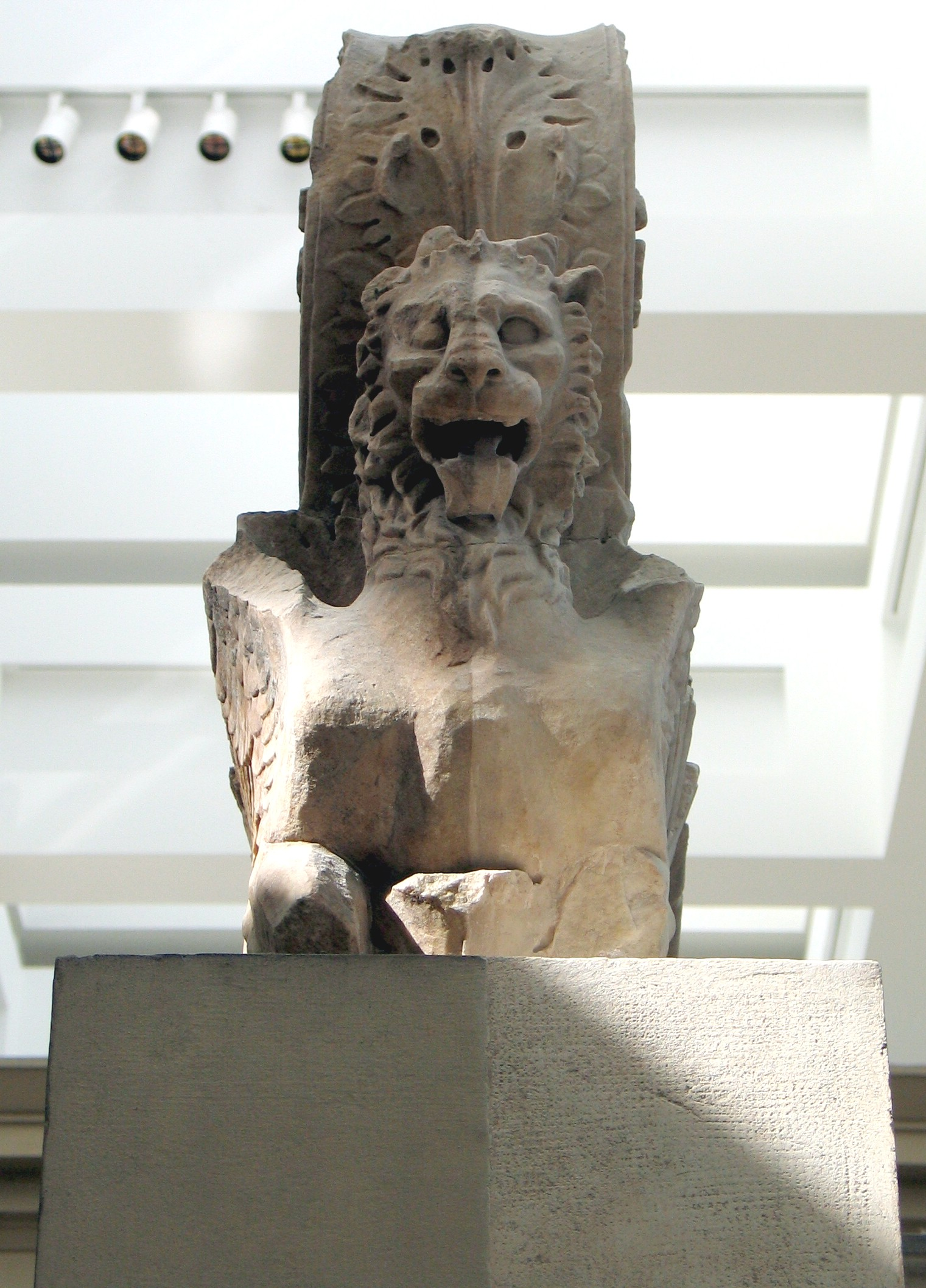
Деталі лева на вершині вівтаря
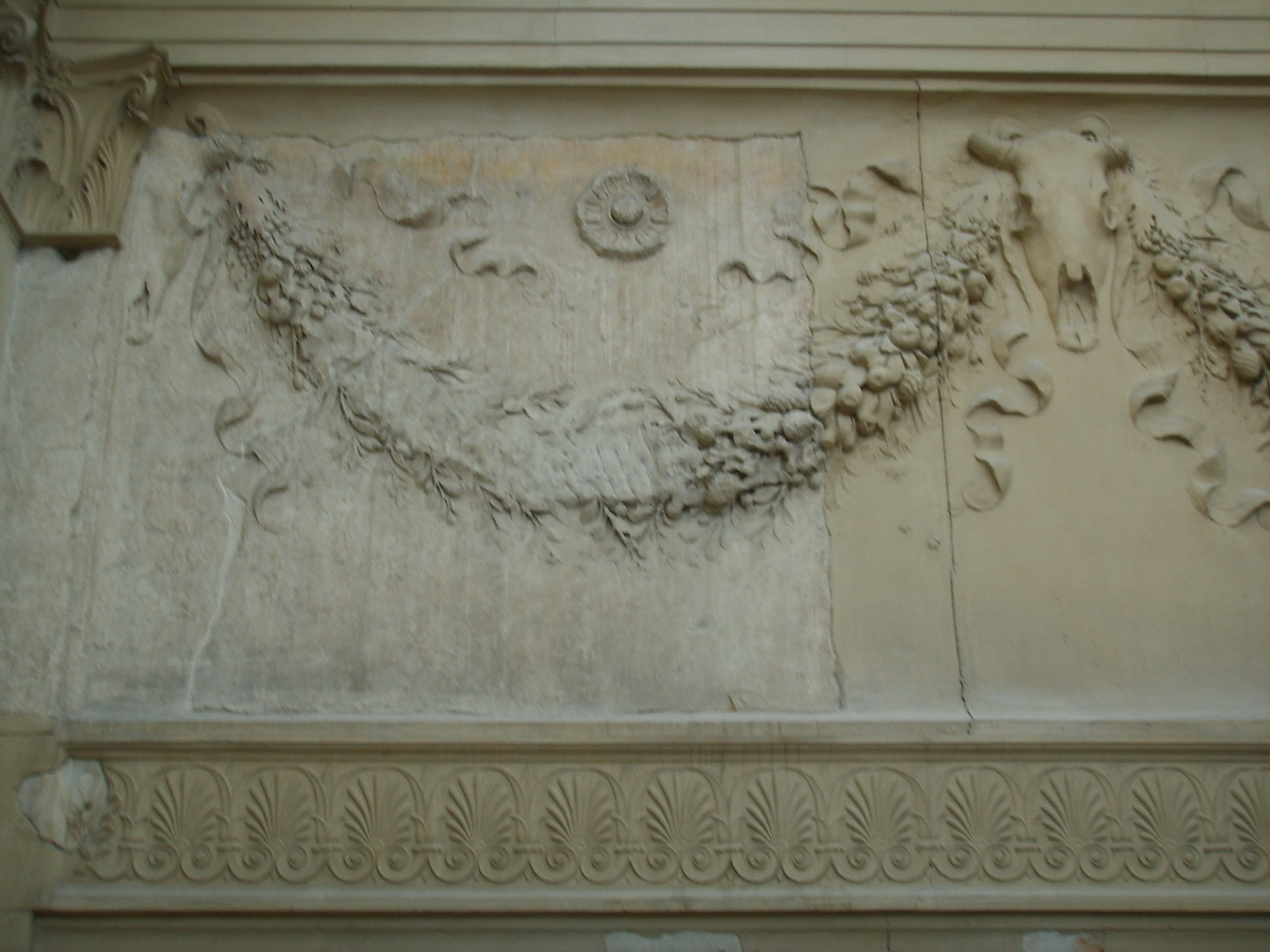
Фриз
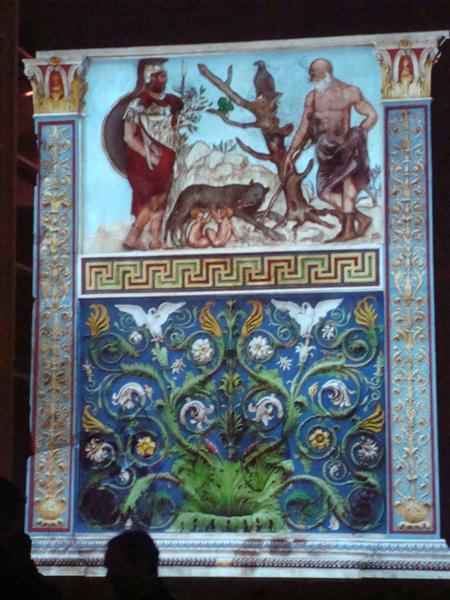
Розмальований фриз
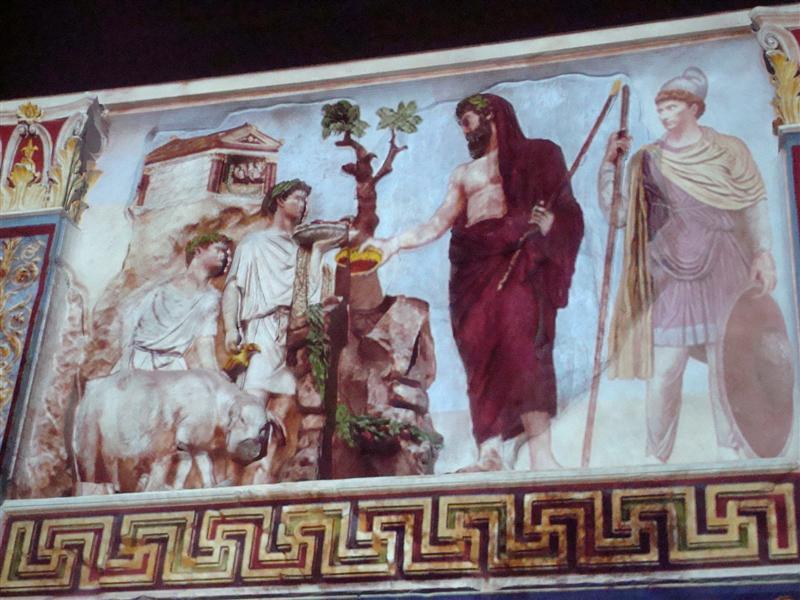
Жертвопринесення Енея Пенатам
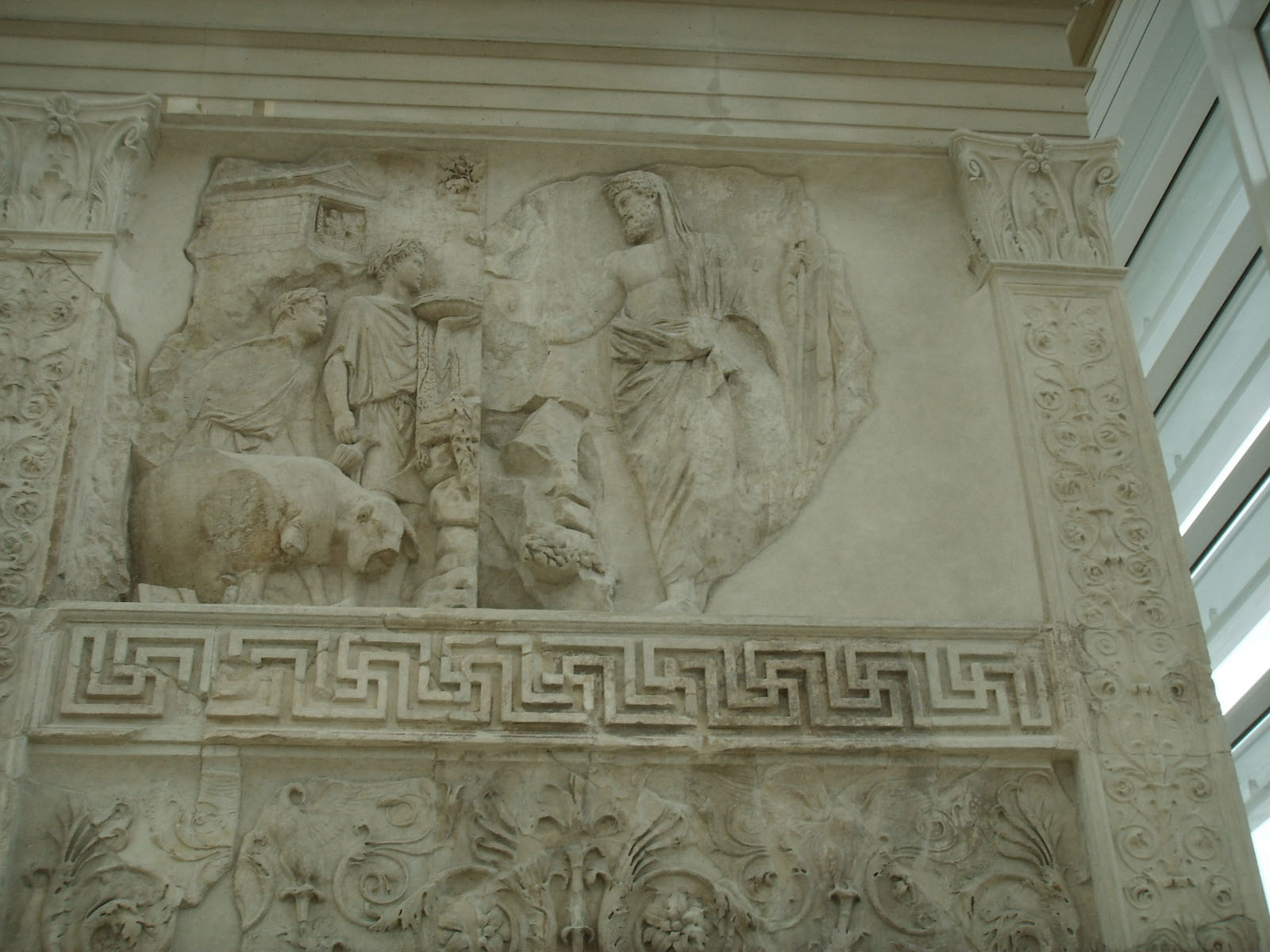
Розмальований фриз
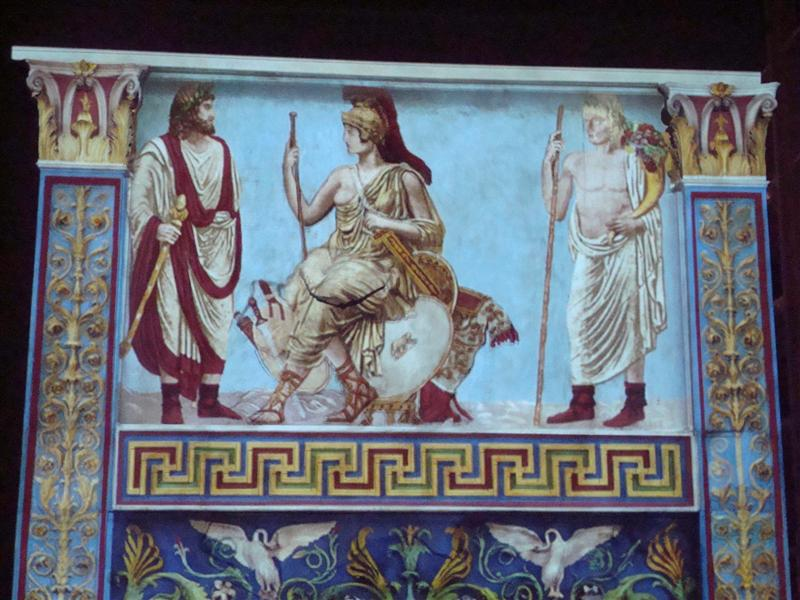
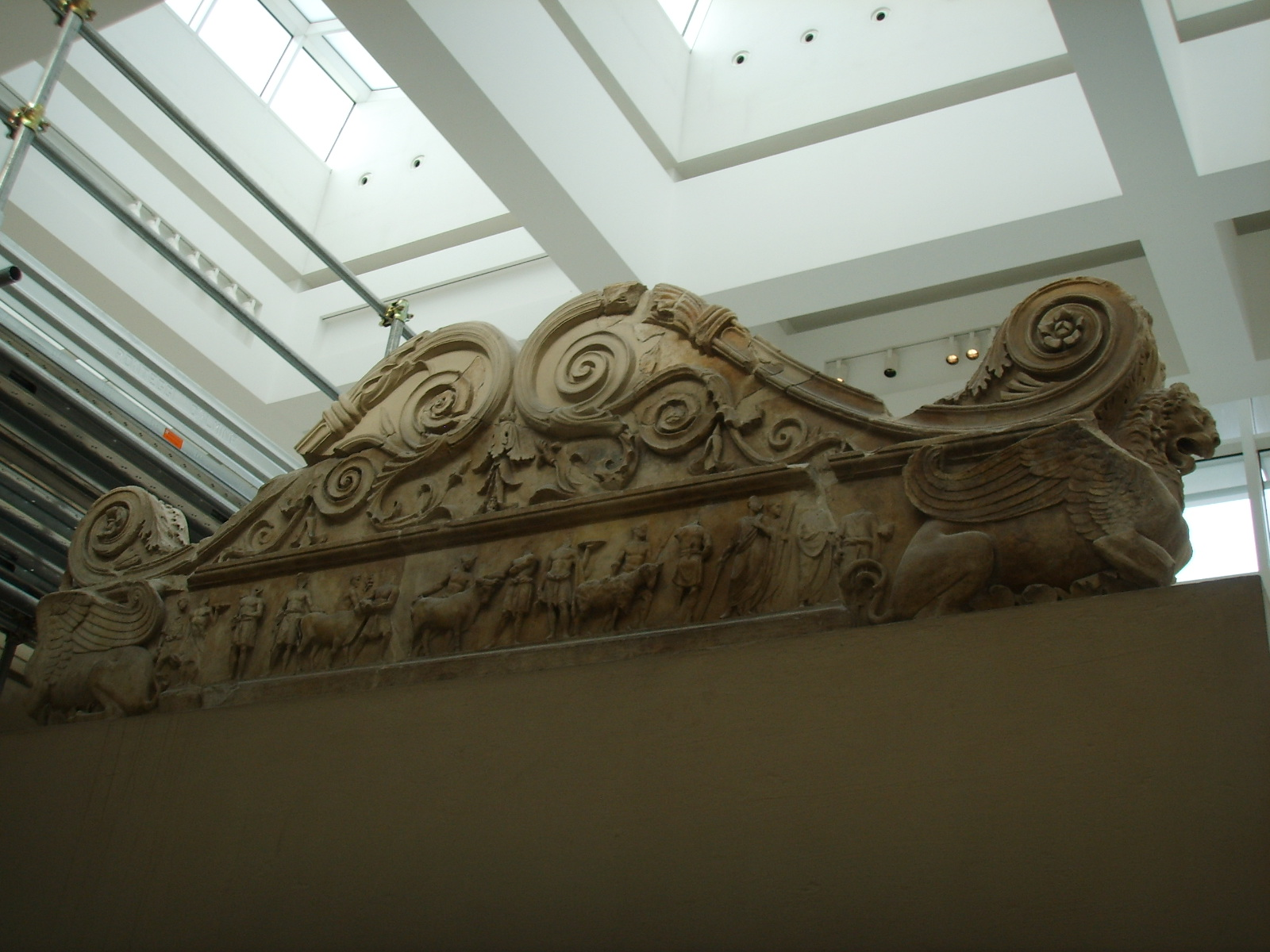
Вівтар